# Братський ВТТ
Братський ВТТ (рос. Упр-е Тайшетского строительства и Братский ИТЛ, Братский ИТЛ) — підрозділ в системі ГУЛАГ, оперативне керування якого здійснювало Головне управління таборів залізничного будівництва. Організований 3.03.46 ; закритий в 1947 р. (?)

## Виконувані роботи
- будівництво залізниці Тайшет-Братськ,
- з 25.05.46 — лісоексплуатація, деревообробка, роботи на Бірюсінському лісозаводі,
- меблеве, пімокатне, швейне, взуттєве виробництва,
- обслуговування сільського господарства № 1.

## Чисельність ув'язнених
- червень 196 — 9958,
- листопад 1946 — 11 745,
- 1.1.1947 — 11 444.